# Jeremy Yablonski
Jeremy Yablonski (* 21. März 1980 in Meadow Lake, Saskatchewan) ist ein ehemaliger kanadischer Eishockeyspieler, der im Verlauf seiner aktiven Karriere zwischen 1997 und 2015 unter anderem annähernd 300 Spiele in der American Hockey League (AHL) auf der Position des rechten Flügelstürmers bestritten hat. Darüber hinaus absolvierte Yablonski, der den Spielertyp des Enforcers verkörperte, eine Partie für die St. Louis Blues in der National Hockey League (NHL) und war zwei Spielzeiten für Witjas Tschechow in der Kontinentalen Hockey-Liga (KHL) aktiv.

## Karriere
Jeremy Yablonski begann seine Karriere als Eishockeyspieler in der kanadischen Juniorenliga Western Hockey League (WHL), in der er von 1997 bis 1999 für die Edmonton Ice und nach deren Umsiedlung für deren Nachfolgeteam Kootenay Ice aktiv war. Den Großteil der Saison 1998/99 und die gesamte Spielzeit 1999/2000 verpasste er aufgrund einer im Training erlittenen schweren Gehirnerschütterung. Zu Beginn der Saison 2000/01 stand der Flügelspieler beim WHL-Team Seattle Thunderbirds unter Vertrag, für das er allerdings kein Spiel bestritt, ehe er für die gesamte restliche Spielzeit zu den Phoenix Mustangs aus der West Coast Hockey League (WCHL) wechselte. Das Spieljahr 2001/02 verbrachte er bei deren Ligarivalen Idaho Steelheads. In der Saison 2002/03 war Yablonski für die Peoria Rivermen in der East Coast Hockey League (ECHL) sowie die Cincinnati Mighty Ducks und Worcester IceCats in der American Hockey League (AHL) aktiv. In Worcester begann er auch die folgende Spielzeit, wobei er parallel in einem Spiel für deren Kooperationspartner St. Louis Blues in der National Hockey League (NHL) auf dem Eis stand.
Im Januar 2004 wurde Yablonski vom NHL-Team Nashville Predators verpflichtet, spielte in den folgenden zweieinhalb Jahren jedoch ausschließlich für deren Farmteam Milwaukee Admirals in der AHL. Die gesamte Saison 2006/07 verbrachte er bei seinem Ex-Team Idaho Steelheads, das inzwischen in die ECHL aufgenommen worden war. Anschließend spielte er drei Jahre lang für die Binghamton Senators in der AHL sowie in der Saison 2010/11 für deren Ligarivalen Bridgeport Sound Tigers. Zur Saison 2011/12 wurde der Kanadier von Witjas Tschechow aus der Kontinentalen Hockey-Liga (KHL) verpflichtet. Dort fiel Yablonski, der für seine aggressive Spielweise als Enforcer bekannt war, mehrfach durch übertriebene Härte und unsportliches Verhalten auf und neben dem Eis auf, sodass er im November 2011 für den Rest der Spielzeit von der KHL gesperrt wurde. Zu diesem Zeitpunkt hatte er aufgrund diverser Sperren erst acht Spiele für Witjas bestritten, jedoch schon 113 Strafminuten erhalten. In der Folge wurde er als Trainer vom Team angestellt, um es auch weiterhin zu unterstützen. Nach der Saison 2012/13 trennte sich der russische Verein von Yablonski.
Anschließend ließ der Kanadier seine Karriere bei den Idaho Steelheads und Ontario Reign in der ECHL ausklingen. Im Sommer 2015 zog sich der 35-jährige Stürmer aus dem aktiven Spielbetrieb zurück. 

## Karrierestatistik
(Legende zur Spielerstatistik: Sp oder GP = absolvierte Spiele; T oder G = erzielte Tore; V oder A = erzielte Assists; Pkt oder Pts = erzielte Scorerpunkte; SM oder PIM = erhaltene Strafminuten; +/− = Plus/Minus-Bilanz; PP = erzielte Überzahltore; SH = erzielte Unterzahltore; GW = erzielte Siegtore; 1 Play-downs/Relegation; Kursiv: Statistik nicht vollständig)